# Neomuscina neosimilis
Neomuscina neosimilis är en tvåvingeart som beskrevs av John Otterbein Snyder 1949. Neomuscina neosimilis ingår i släktet Neomuscina och familjen husflugor. Inga underarter finns listade i Catalogue of Life.